# Wet deregulering beoordeling arbeidsrelaties
De Nederlandse Wet deregulering beoordeling arbeidsrelaties (DBA) is een wet ter bestrijding van schijnzelfstandigheid. De wet beoogt werknemers en werkgevers meer zekerheid te geven over de aard van hun arbeidsrelatie. 
De wet verving op 1 mei 2016 de Verklaring arbeidsrelatie. In plaats van een verklaring kunnen belangenorganisaties van opdrachtgevers en opdrachtnemers, individuele opdrachtgevers of opdrachtnemers overeenkomsten sindsdien voorleggen aan de Belastingdienst, die beoordeelt of er in deze overeenkomsten sprake is van zelfstandigen of werknemers. De goedgekeurde overeenkomsten worden (voor zover mogelijk) openbaar gemaakt. Deze openbaar gemaakte overeenkomsten worden modelovereenkomsten genoemd. Opdrachtgevers en opdrachtnemers zijn niet verplicht gebruik te maken van deze modelovereenkomsten. 
De implementatietermijn was oorspronkelijk gesteld op een jaar, dus tot 1 mei 2017. Deze termijn werd verlengd tot 1 januari 2018 en daarna weer tot 1 juli 2018. In het regeerakkoord 2017 werd besloten de wet DBA weer af te schaffen en te komen met nieuwe wetgeving. Deze was op het moment van de val van het kabinet-Rutte III (januari 2021) echter nog niet tot stand gekomen. Voor de groep evident kwaadwillenden zou de Belastingdienst echter met ingang van 1 mei 2017 starten met een (repressief) handhavingsbeleid. Voor deze groep gold dus geen verlengde implementatietermijn. Kwaadwillend is de opdrachtgever of opdrachtnemer die opzettelijk een situatie van evidente schijnzelfstandigheid laat ontstaan of voortbestaan, omdat hij weet – of had kunnen weten - dat er feitelijk sprake is van een dienstbetrekking (en daarmee een oneigenlijk financieel voordeel behaalt en/of het speelveld op een oneerlijke manier aantast).

## Achtergrond van de regeling
In de sociale zekerheid en het fiscaal recht wordt onderscheid gemaakt tussen zelfstandigen en werknemers, onder meer voor de vraag of er sprake is van inhoudings- en premieplicht voor de loonheffingen en verzekeringsplicht voor de werknemersverzekeringen.
In veel gevallen is het niet duidelijk of en hoeverre er sprake is van voldoende zelfstandigheid. Of hier sprake van is, wordt beoordeeld op basis van wetgeving en jurisprudentie. Door te werken met modelovereenkomsten die zijn goedgekeurd door de Belastingdienst wordt zekerheid verschaft over deze verplichtingen.

## Modelovereenkomsten
Om zekerheid te verschaffen over de arbeidsrelatie tussen opdrachtgevers en opdrachtnemers kunnen overeenkomsten ter goedkeuring aan de Belastingdienst worden voorgelegd. De goedgekeurde overeenkomsten worden als modelovereenkomst gepubliceerd op de site van de Belastingdienst. Van de site van de Belastingdienst kunnen algemene modelovereenkomsten en modelovereenkomsten voor branches en beroepsgroepen worden gedownload. Daarnaast bestaat de mogelijkheid voor opdrachtnemers om samen met de opdrachtgever of brancheorganisatie een overeenkomst voor te leggen aan de Belastingdienst. 
Zolang gebruik van gemaakt wordt van deze modelovereenkomsten en deze niet zodanig worden aangepast dat de arbeidsrelatie erdoor verandert bieden deze zekerheid over de arbeidsrelatie. Zolang de daadwerkelijke werkzaamheden overeenkomen met de betreffende modelovereenkomst hoeft de opdrachtgever geen loonheffingen en premies in te houden.